# Moussa Traoré (futebolista)
Moussa Traoré (Abidjã, 25 de dezembro de 1971) é um ex-futebolista profissional marfinense que atuava como atacante.

## Carreira
Moussa Traoré se profissionalizou no Rio Sport d'Anyama.

## Seleção
Moussa Traoré integrou a Seleção Marfinense de Futebol na Copa das Nações Africanas de 1992, campeã do torneio no Senegal.

## Títulos
Costa do Marfim
- Copa das Nações Africanas: 1992